# Ichneumon vecors
Ichneumon vecors là một loài tò vò trong họ Ichneumonidae.